# Entodon cernuus
Entodon cernuus là một loài rêu trong họ Entodontaceae. Loài này được Müll. Hal. A. Jaeger mô tả khoa học đầu tiên năm 1878.